# Friedrich Poppenberger
Friedrich Poppenberger, genannt Fritz, (* 1. März 1904 in Sereth, Herzogtum Bukowina; † 22. August 1992 in Hof (Saale)) war ein Buchenlanddeutscher Rechtsanwalt und Journalist.

## Leben

### Vor dem Zweiten Weltkrieg
Fritz Poppenberger besuchte das k.k. I. Staatsgymnasium Czernowitz. Nach bestandener Matura am 1. Februar 1923 studierte er Rechtswissenschaft an der Czernowitzer Universität. Sein Studium schloss er im Februar 1928 mit dem Grad eines Lizenziaten des Rechts ab.
1924 trat Poppenberger – noch während seines Studiums – als Volontär in die Redaktion der später nationalsozialistisch orientierten „Czernowitzer Deutschen Tagespost“ ein. Nach dem Abschluss seines Jurastudiums wurde er als Rechtsanwalt zugelassen, arbeitete jedoch nie in diesem Beruf. Stattdessen wurde er 1931 bei der „Czernowitzer Deutschen Tagespost“ verantwortlicher Redakteur. In dieser Zeit war Poppenberger enger Freund und Förderer des Schriftstellers Georg Drozdowski.
1940 ging er als Auslandskorrespondent der „Münchner Neueste Nachrichten“ nach Bukarest, wo er auch Leiter der Volksdeutschen Pressestelle wurde. In dieser Zeit veröffentlichte er unter anderem Beiträge im Bukarester Tageblatt. In Bukarest arbeitete er gleichzeitig für einen „Wiener Pressedienst“, also die vom Ehepaar Gertrud und Wilfried Krallert geleitete und von der SS betriebene „Publikationsstelle Wien“ der Südostdeutschen Forschungsgemeinschaft.

### Nach dem Zweiten Weltkrieg
Nach dem Zweiten Weltkrieg verurteilte 1947 ein sowjetisches Kriegsgericht in Weimar Poppenberger wegen antisowjetischer Tätigkeit zu zehn Jahren Zwangslager, wegen der Veröffentlichung eines missliebigen Artikels in der in Halle erscheinenden Zeitung Freiheit. Unter abenteuerlichen Umständen gelang es ihm 1950 aus dem Gefängnis in Torgau ins bayrische Hof (Saale) zu fliehen. Am 15. Juni 1950 stellte ihn die Frankenpost in Hof als politischer Redakteur ein. Hier wurde er im März 1951 deren Chefredakteur und bekleidete diese Position bis zu seiner Pensionierung im Sommer 1974.
1954 nahm er mit Heinrich Giegold an einem von den Vereinigten Staaten von Amerika initiierten Kulturaustauschprogramm teil, bei dem er am Abschluss der ersten deutsch-amerikanischen Städtepartnerschaft überhaupt zwischen Hof und Ogden (Utah) mitarbeitete. Bereits als Jugendlicher hatte er sich im TSV Jahn Czernowitz engagiert, in Hof war er Vorsitzender des Tennisclub Hof und im Vorstand des damaligen Fußball-Zweitligisten FC Bayern Hof. Als Vorsitzender der Volkshochschule Hof engagierte er sich auch im Bildungsbereich für seine neue Heimatstadt. 1969 zeichnete ihn der Bundespräsident der Bundesrepublik Deutschland wegen „Verdienste um Staat und Volk“ mit dem Bundesverdienstkreuz Erster Klasse aus. Die Landsmannschaft der Buchenlanddeutschen verlieh ihm die Goldene Ehrennadel. Für sein vielseitiges Wirken wurde er anlässlich seines 70. Geburtstages mit der Goldenen Bürgermedaille der Stadt Hof geehrt. Der Bayerische Ministerpräsident verlieh ihm den Bayerischen Verdienstorden für seine publizistischen Verdienste in Bayern.

## Corpsstudent
Bereits zu seiner Gymnasialzeit beteiligte sich Fritz Poppenberger an der Gründung der Pennalverbindung Aria. Bei Aufnahme seines Studiums wurde er 1923 beim Corps Alemannia Czernowitz aktiv, das im Jahr davor das Arierprinzip eingeführt hatte. Poppenberger rühmte sich 1938 damit, nicht „arische“ Mitglieder unter den „Alten Herren“ ihres Bandes entledigt zu haben.
Er bekleidete erfolgreich dreimal die Charge des Seniors und zweimal die des Conseniors. Er blieb seinem Corps auch als Alter Herr treu und war an der Wiedergründung des Altherrenverbandes nach dem Zweiten Weltkrieg beteiligt. Das Corps Frankonia-Brünn verlieh ihm anlässlich der Rekonstitution in Salzburg 1964 das Band. Er hielt bei der Gedenkfeier zum 100-jährigen Jubiläum der Czernowitzer Universität in Linz 1975 die Rede für die Czernowitzer Corps.

## Auszeichnungen
- Bundesverdienstkreuz erster Klasse
- Goldene Bürgermedaille der Stadt Hof
- Bayerischer Verdienstorden
- Goldene Ehrennadel der Landsmannschaft der Buchenlanddeutschen

## Veröffentlichungen (Auswahl)
- Daß es dir wohlergehe… Roman, M. Feuchtwanger Verlag, Halle 1930.
- Das Buchenland und seine Deutschen. In: Volk im Osten, Heft 1/August, Bukarest 1940, S. 37–40.
- Das rumänische Pressewesen. In: Zeitungswissenschaft. Monatsschrift für internationale Zeitungsforschung. 18. Jahrgang 1943, S. 124–131.[11]
- zahlreiche Beiträge im Bukarester Tageblatt und der Frankenpost